# Michael Grünbart

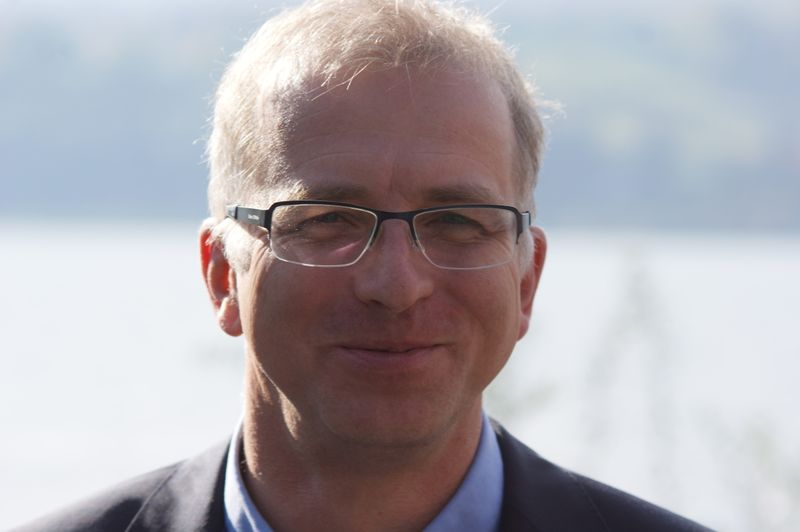
Michael Grünbart, aufgenommen 2018 von Werner Maleczek auf einer Reichenau-Tagung des Konstanzer Arbeitskreises für mittelalterliche Geschichte

Michael Grünbart (* 5. Mai 1969 in Badgastein) ist ein österreichischer Byzantinist.

## Leben
Nach der Matura am humanistischen Zweig des Bundesgymnasium Tamsweg studierte Michael Grünbart von 1988 bis 1992 Byzantinistik, Klassische Philologie und Numismatik an der Universität Wien. 2000 wurde er an der Universität Wien promoviert mit einer Arbeit über Formen der Anrede im byzantinischen Brief vom 6. bis zum 12. Jahrhundert. Von 1993 bis 2008 war er als Leiter (Oberrat) der Fachbereichsbibliothek Byzantinistik und Neogräzistik an der Universität Wien tätig. Im September 1994 absolvierte er ein Praktikum an der Herzog August Bibliothek in Wolfenbüttel. 2004 erhielt er das Irene Vaslef Fellowship in Librarianship an der Dumbarton Oaks Research Library and Collection in Washington D.C., 2007 vertrat er die Professur für Byzantinistik an der Universität München. Er übernahm Lehraufträge an den Universitäten Budapest, Ioannina, Rethymno, Wien und Zürich.
Im Oktober 2008 nahm er einen Ruf (primo et unico loco) als Professor für Byzantinistik an die Universität Münster an. 2009 schloss er die Habilitation an der Universität München ab. Seit 2009 ist er Geschäftsführender Direktor des Instituts für Byzantinistik und Neogräzistik an der Universität Münster und seit 2014 Vizedirektor des Instituts für Frühmittelalterforschung im Centrum für Mittelalter- und Frühneuzeitforschung an der WWU Münster, zugleich im Herausgeberteam der „Frühmittelalterlichen Studien“, seit 2014 Fachvertreter „Byzantinistik“ und seit 2023 Vizepräsident im Mediävistenverband, seit 2018 Direktor des Instituts für interdisziplinäre Zypern-Studien in Münster und Vorstandsmitglied von EIKON. Gesellschaft der Freunde der Ikonenkunst, Recklinghausen, seit 2019 Vorsitzender der Deutschen Arbeitsgemeinschaft für byzantinische Studien (DAFBS). Er wurde 2021 zum Mitglied des Konstanzer Arbeitskreises für mittelalterliche Geschichte gewählt. Seit Januar 2022 wirkt er als Convener des Medieval History Seminar am Deutschen Historischen Institut London und Washington, D.C. 2023 wurde er zum korrespondierenden Mitglied der geistes- und sozialwissenschaftlichen Klasse der Akademie der Wissenschaften und der Literatur gewählt. Im Mai 2022 erhielt er den Vasso-Penna Preis der Hetaireia tes Christianikes Archaiologias (Εταιρεία της Χριστιανικής Αρχαιολογίας) in Athen für sein Buch Macht und Präsenz der Buchstaben im byzantinischen Alltag. Zugänge zu den historischen Hilfswissenschaften des östlichen Mittelmeerraumes. Seit Juni 2022 ist er Ehrenstifter des Klosters von Byliza / Matsuki in den Tzumerkabergen (Epirus/Westgriechenland).

## Forschungsschwerpunkte
Grünbarts Forschungsschwerpunkte sind byzantinische Literatur (insbesondere Epistolographie), die byzantinische Aristokratie und ihre Selbstdarstellung, die Geschichte des oströmischen Kaisertums, symbolische Kommunikation in Byzanz, Numismatik sowie Alltagskultur (Bibliography on Material Culture and Daily Life). Er hat zahlreiche Artikel im Lexikon des Mittelalters und im Oxford Dictionary of the Middle Ages verfasst. Im Bereich der Geschichte der Byzantinistik hat er zu Jakob Philipp Fallmerayer gearbeitet. 2012 kuratierte er die Ausstellung Gold und Blei – Byzantinische Kostbarkeiten aus dem Münsterland im Ikonen-Museum Recklinghausen (2015 im Archäologischen Museum der WWU Münster „Gold und Blei - Norm und Wert im byzantinischen Alltag“).
Darüber hinaus arbeitet er bei den von der DFG geförderten Netzwerken Imitation – Mechanismen eines kulturellen Prinzips im Mittelalter mit. Er leitete das Teilprojekt C02 „Die Rolle des Übernatürlichen in Prozessen herrschaftlichen Entscheidens in Byzanz zwischen dem 6. und 12. Jahrhundert“ im Rahmen des SFB 1150 Kulturen des Entscheidens. 2017 (und 2020/2021) forschte er als Fellow am Käte Hamburger Kolleg „Fate, Freedom and Prognostication“ in Erlangen. Im Sommer 2018 arbeitete er an der Fondation Hardt (Genf), und im Herbst 2018 war er Gast (Petra-Kappert-Fellow) des SFB 950 „Manuskriptkulturen“ an der Universität Hamburg. Im Oktober 2021 wurde er als Fellow an das Historische Kolleg in München für das Kollegjahr 2022/2023 berufen, wo er zu Vorzeichen und Politik am byzantinischen Kaiserhof forscht.
Im Jahre 2010 wurde von ihm die Reihe Byzantinistische Studien und Texte im Lit Verlag initiiert und 2019 die elektronische Zeitschrift The Byzantine Review begründet. Ab 2022 erscheint die Reihe Anthusa. Studien zur byzantinischen Geschichte und Kultur (Franz Steiner Verlag).

## Schriften (Auswahl)
Monographien
- Epistularum byzantinarum Initia. Olms-Weidmann, Hildesheim 2001, ISBN 3-487-11462-3.
- Die Briefe von und an Jakob Philipp Fallmerayer. Eine Bestandsaufnahme. Selbstverlag, Wien 2001.
- Formen der Anrede im byzantinischen Brief vom 6. bis zum 12. Jahrhundert. Verlag der Österreichischen Akademie der Wissenschaften, Wien 2005, ISBN 3-7001-3345-6 (Dissertation).
- Jakob Philipp Fallmerayer. Bibliographie der Sekundärliteratur 1900–2011. Selbstverlag, Wien 2011.
- Das byzantinische Reich. WBG, Darmstadt 2014, ISBN 978-3-534-25666-2.
- Inszenierung und Repräsentation der byzantinischen Aristokratie vom 10. bis zum 13. Jahrhundert. Wilhelm Fink, Paderborn 2015, ISBN 978-3-7705-5551-2.
- Epistularum Graecarum Initia usque ad annum MD. Olms, Hildesheim – New York 2020, ISBN 978-3-487-15873-0.
- Macht und Präsenz der Buchstaben im byzantinischen Alltag. Zugänge zu den historischen Hilfswissenschaften des östlichen Mittelmeerraumes. LIT, Berlin 2021, ISBN 978-3-643-12739-6.

Herausgeberschaften
- Theatron. Rhetorische Kultur in Spätantike und Mittelalter – Rhetorical culture in Late Antiquity and the Middle Ages. De Gruyter, Berlin/New York 2007, ISBN 978-3-11-019476-0.
- Geschenke erhalten die Freundschaft. Gabentausch und Netzwerkpflege im europäischen Mittelalter. Akten des Internationalen Kolloquiums Münster, 19.–20. November 2009 (= Byzantinistische Studien und Texte. Bd. 1). Lit, Berlin 2011, ISBN 978-3-643-10897-5.
- mit Lutz Rickelt und Martin Marko Vučetić: Zwei Sonnen am Goldenen Horn? Kaiserliche und patriarchale Macht im byzantinischen Mittelalter. Akten der Internationalen Tagung vom 3. bis 5. November 2010 (= Byzantinistische Studien und Texte. Bd. 3 und Bd. 4). Lit, Münster 2011 und 2013, ISBN 978-3-643-11393-1 und ISBN 978-3-643-11540-9.
- Gold und Blei. Byzantinische Kostbarkeiten aus dem Münsterland. Phoibos, Wien 2012, ISBN 978-3-85161-080-2.
- mit Margaret Mullett, Lioba Theis: Female Founders in Byzantium and Beyond (= Wiener Jahrbuch für Kunstgeschichte. Bd. 60/61). Böhlau, Wien 2013, ISBN 978-3-205-78840-9.
- mit Sabine Rogge: Medieval Cyprus – a Place of Cultural Encounter (= Schriften des Instituts für Interdisziplinäre Zypern-Studien. Bd. 11). Waxmann, Münster u. a. 2015, ISBN 978-3-8309-3360-1.
- Unterstützung bei herrscherlichem Entscheiden. Experten und ihr Wissen in transkultureller und komparativer Perspektive. Vandenhoeck & Ruprecht, Göttingen 2020, ISBN 978-3-525-36097-2.
- mit Gerald Schwedler, Jörg Sonntag: Imitationen. Systematische Zugänge zu einem kulturellen Prinzip des Mittelalters. Wilhelm Fink, Paderborn, 2021, ISBN 978-3-7705-6418-7.